# Mizaga racovitzai
Mizaga racovitzai là một loài nhện trong họ Dictynidae.
Loài này thuộc chi Mizaga. Mizaga racovitzai được Jean-Louis Fage miêu tả năm 1909.